# Diocesi di Miri
La diocesi di Miri (in latino: Dioecesis Miriensis) è una sede della Chiesa cattolica in Malaysia suffraganea dell'arcidiocesi di Kuching. Nel 2021 contava 113.382 battezzati su 877.492 abitanti. È retta dal vescovo Richard Ng.

## Territorio
La diocesi comprende parte dello stato malese di Sarawak.
Sede vescovile è la città di Miri, dove si trova la cattedrale di San Giuseppe.
Il territorio è suddiviso in 15 parrocchie.

## Storia
Il vicariato apostolico di Miri fu eretto il 19 dicembre 1959, ricavandone il territorio dal vicariato apostolico di Kuching (oggi arcidiocesi).
Il 31 maggio 1976 il vicariato apostolico è stato elevato al rango di diocesi con la bolla Quoniam Deo favente di papa Paolo VI.
Il 22 dicembre 1986 e il 21 novembre 1997 ha ceduto porzioni del suo territorio a vantaggio dell'erezione rispettivamente della diocesi di Sibu e della prefettura apostolica del Brunei (oggi vicariato apostolico).

## Cronotassi dei vescovi
Si omettono i periodi di sede vacante non superiori ai 2 anni o non storicamente accertati.
- Anthony Denis Galvin, M.H.M. † (5 aprile 1960 - 5 settembre 1976 deceduto)
- Anthony Lee Kok Hin (30 maggio 1977 - 30 ottobre 2013 ritirato)
- Richard Ng, dal 30 ottobre 2013

## Statistiche
La diocesi nel 2021 su una popolazione di 877.492 persone contava 113.382 battezzati, corrispondenti al 12,9% del totale.
| anno | popolazione | popolazione | popolazione | presbiteri | presbiteri | presbiteri | presbiteri                | diaconi | religiosi | religiosi | parrocchie |
| anno | battezzati  | totale      | %           | numero     | secolari   | regolari   | battezzati per presbitero | diaconi | uomini    | donne     | parrocchie |
| ---- | ----------- | ----------- | ----------- | ---------- | ---------- | ---------- | ------------------------- | ------- | --------- | --------- | ---------- |
| 1970 | 15.484      | 182.000     | 8,5         | 53         | 29         | 24         | 292                       |         | 27        | 20        |            |
| 1980 | 30.141      | 335.000     | 9,0         | 23         | 7          | 16         | 1.310                     |         | 17        | 17        | 32         |
| 1990 | 43.550      | 720.000     | 6,0         | 14         | 10         | 4          | 3.110                     |         | 4         | 17        | 13         |
| 1997 | 56.774      | 517.000     | 11,0        | 15         | 9          | 6          | 3.784                     |         | 7         | 14        | 12         |
| 2013 | 130.000     | 900.000     | 14,4        | 16         | 16         |            | 8.125                     |         | 3         | 16        | 12         |
| 2016 | 98.743      | 757.494     | 13,0        | 21         | 19         | 2          | 4.702                     |         | 2         | 15        | 11         |
| 2019 | 107.017     | 820.558     | 13,0        | 29         | 21         | 8          | 3.690                     |         | 8         | 18        | 14         |
| 2021 | 113.382     | 877.492     | 12,9        | 30         | 20         | 10         | 3.779                     |         | 10        | 19        | 15         |